# 富蘭克林維爾 (北卡羅萊納州)
富蘭克林維爾（英語：Franklinville）是一個位於美國北卡羅萊納州蘭道夫縣的城鎮。

## 人口
根據2020年美國人口普查的數據，富蘭克林維爾的面積為4.24平方千米，當中陸地面積為4.20平方千米，而水域面積為0.04平方千米。當地共有人口1197人，而人口密度為每平方千米282人。